# Nyugat-Görögország
Nyugat-Görögország egyike Görögország 13 közigazgatási régiójának. 
Területe 11 350 km² (akkora, mint a magyar Jász-Nagykun és Hajdú-Bihar vármegyék együtt). Népessége 648 220 (2021-es adat). Székhelye Pátra.

## Földrajza
A Peloponnészosz északnyugati részében és a görög szárazföld fő tömbjének legnyugatibb sarkában terül el. E területeket középen a Pátrai-öböl választja el egymástól. A régió nyugati partjait a Jón-tenger vize mossa.
Területének majdnem fele (45,3%-a) hegyvidék, negyede (25,6%) pedig dombos. Kevesebb, mint egyharmada (29,1%) síkság.
Nagy hegyei: Aroania (2335 m), Erimanthosz (2222), Panahaikosz (1926).
Itt található Görögország legnagyobb tava, a Trihonida-tó (95,8 km²). Egyéb jelentős tavai: Amvrakia-tó (14,4 km²), Liszimaheia-tó (13km²).
Jelentős folyói: Ahelóosz (az ország második leghosszabb folyója), Piniosz, Alfeiosz, Evinosz, Szelinountasz, Vouraikosz, Peirosz és a Glavkosz.

## Regionális egységei
- Ahaia
- Etoloakarnanía (Görögország legnagyobb regionális egysége)
- Élia

## Jelentős települések
- Agrínio
- Aígio
- Amaliáda
- Pátra
- Pírgosz

## Közlekedés
Görögország nyugati kapuja a tenger felé Pátra kikötője, ahonnan naponta indulnak hajójáratok az olasz Bari, Brindisi, Ancona, Velence és Trieszt kikötőibe. Görögország exportjának hat %-a halad keresztül a pátrai kikötőn. A régió más fontos kikötői: Aigio, Killini, Katakolo, Messzolongi, Asztako.
Korinthosszal és a fővárossal Pátrát autópálya köti össze. Pátra rajta van a fontos Athén-Pírgosz-Kalamata vasútvonalon is.
Fő légikikötője a Pátra központjától 25 kilométerre található a főképp charter járatokat, évi 30 000 utast fogadó Araxosz Repülőtér. Repülőtérrel az Élia Prefektúrában található Anavrida és az etoloakarnaníai Aktio is rendelkezik.